# Донець-Тессейр Марія Едуардівна
Марія Едуардівна Доне́ць-Тессе́йр (дошлюбне прізвище — Тессейр; 4 травня 1889, Київ — 15 грудня 1974, Київ) — українська радянська оперна співачка (лірико-колоратурне сопрано) і вокальний педагог. Заслужена діячка мистецтв Української РСР з 1960 року, народна артистка Української РСР з 1965 року. Дружина співака Михайла Донця.

## Біографія
Народилася 23 квітня [4 травня] 1889 року в сім'ї скрипаля Київського симфонічного оркестру Едуарда де Тессейра, француза за походженням. З 5 років опановувала гру на скрипці. Освіту здобувала у підготовчому класі Міністерської (Ольгинської) жіночої гімназії та у київській Фундуклеївській жіночій гімназії, де з 12 років співала у гімназійському хорі.
Протягом 1908—1910 навчалася у Олександра Мишуги в Київській музично-драматичній школі Миколи Лисенка. Згодом вчилась у Варшавському музичному училищі, Віденській академії музики та виконавського мистецтва у класі Філіппа Форстена, у 1912—1915 роках — у Міланській консерваторії, де була ученицею Вітторіо Ванцо.

Надгробок.

Вперше вийшла на сцену 1914 року в італійському містечку Пйомбіно з партіями Адіни і Норіни в операх «Любовний напій» і «Дон Паскуале» Гаетано Доніцетті. Протягом 1915—1922 років — солістка Київського, у 1922—1923 роках — Житомирського, у 1923—1924 роках — Харківського, у 1924—1926 роках — Свердловського, у 1927—1948 роках — знову Київського оперних театрів. В останньому також викладала вокал. Водночас протягом 1935—1974 років викладала у Київській консерваторії (професор з 1953 року). Серед її вихованців Раїса Колесник, Віолетта Вотріна, Надія Куделя, Євгенія Мірошниченко, Ірина Масленнікова, Марія Звєздіна, Людмила Пащенко, С. Чуйко, Маргарита Міщенко, Глафіра Деомідова, Р. Ланда, Р. Науменко, Т. Петрова, М. Шахбердієва, Марія Єгоричева, Г. Блажко, Р. Зінич, Ірина Колодуб, М. Лепіхова, Н. Макарова.
До німецько-радянської війни, разом з чоловіком, мешкала в будинку № 8 на Церковному провулку (біля Звіринецького цвинтаря). Будинок являв собою розкішну двоповерхову віллу, де збирався цвіт української музичної культури. 
7 січня 1944 року, заарештована органами Народного комісаріату внутрішніх справ СРСР за звинуваченням у співпраці з німецькою розвідкою. Після втручання Микити Хрущова 8 лютого звільнена з-під арешту і поновлена у Консерваторії. З 1952 до 1967 року, мешкала в підвалі будинку письменників Роліту у квартирі № 78А (з вересня 1952 року № 80).
Померла 15 грудня 1974 року, похована на Звіринецькому кладовищі.

## Творчість
Виконала партії:
- Оксана («Запорожець за Дунаєм» Семена Гулака-Артемовського);
- Марильця, Панночка, Оксана («Тарас Бульба», «Утоплена», «Різдвяна ніч» Миколи Лисенка);
- Царівна-Лебідь, Марфа, Снігуронька, Волхова, Шемаханська Цариця («Казка про царя Салтана», «Царева наречена», «Снігуронька», «Садко», «Золотий півник» Миколи Римського-Корсакова);
- Ксенія («Борис Годунов» Модеста Мусоргського);
- Розіна («Севільський цирульник» Джоаккіно Россіні);
- Мікаела («Кармен» Жоржа Бізе);
- Олімпія («Казки Гофмана» Жака Оффенбаха);
- Антоніда («Іван Сусанін» Михайла Глінки);
- Маргарита («Фауст» Шарля Гуно);
- Віолетта, Джильда («Травіата», «Ріголетто» Джузеппе Верді).

Створила близько 35-ти вокально-сценічних образів. На оперній сцені її партнерами були Михайло Донець, Іван Козловський, Пантелеймон Норцов, Марк Рейзен. Виступала також в оперетах Робера Планкетта, Сідні Джонса, Жака Оффенбаха. Була відома як концертна співачка, виступала разом з чоловіком. У репертуарі — камерно-вокальні композиції різних стилів, національних шкіл та історичних періодів, зокрема народні пісні, романси радянських і закордонних класиків.

## Наукова діяльність
Була авторкою наукових праць з теорії та питань викладання співу, зокрема:
- Опыт воспитания сопрано и колоратурного сопрано // Научно-методические записки Киевской консерватории, 1956. Київ, 1957;
- Опыт воспитания сопрано // Вопросы вокальной педагогики. Москва, 1967. Выпуск 3;
- Фрагменти великого життя // Михайло Донець: Спогади. Листи. Матеріали. Київ, 1983.

Упорядкувала «Сборник упражнений для развития техники легких женских голосов» (Київ, 1961—1972, выпуски 1–6), який широко застосовують у педагогічній практиці.
Фірмою «Мелодія» 1969 року видано дві платівки «Уроки профессора М.  Донец-Тессейр (озвученное пособие для студентов-вокалистов)».

## Вшанування

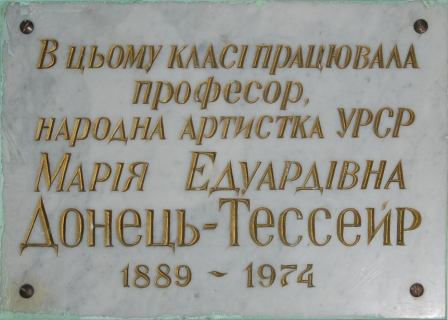
Меморіальна дошка

У Києві, в будівлі Національної музичної академії України імені Петра Чайковського на вулиці Архітектор Городецького, № 1—3, біля аудиторії № 20, їй встановлена мармурова меморіальна дошка.